# Анадырь (порт)
Порт Ана́дырь — морской порт федерального значения, расположенный в северной части Берингова моря на северо-западном побережье Анадырского залива. Является крупнейшим морским портом на Чукотке.
Находится на территории города Анадырь.

## История
В соответствии с постановлением Совета Министров СССР от 20 мая 1955 года № 1044 и приказом министра морского флота СССР от 28 мая 1955 года № 237 в поселке Анадырь был создан портопункт, приписанный к порту Провидения.
Согласно приказу Министерства морского флота СССР за № 140 от 02 июля 1961 года портопункт был преобразован в Анадырский морской торговый порт 3 категории. В 1971 году ему была присвоена вторая категория, а в 1985 году — 1-я категория.
В 1993 году порт преобразован в акционерное общество открытого типа «Анадырский морской порт».
15 июня 2001 года решением общего собрания акционеров АООТ «Анадырьморпорт» переименовано в открытое акционерное общество «Анадырский морской порт» (ОАО «Анадырьморпорт»).
Порт является действительным членом Ассоциации морских торговых портов — ASOP.

## Гидрометеорологические условия
Порт Анадырь является один из самых сложных по гидрометеорологическим характеристикам портов Дальнего Востока. В период навигации здесь часты сильные юго-восточные ветры, а также приливные течения, скорость которых во время прилива достигает 7,5 узлов (14 км/час). Дрейфующие поля тяжёлого торосистого
льда появляются в акватории порта в конце октября — начале ноября и представляют большую опасность для судов, стоящих на рейде и у причалов.
Глубины на фарватере, ведущем через акваторию порта, составляют 20—42 м. При приближении к берегам они плавно уменьшаются. Грунт — илистый песок, песок, галька и гравий.

## Характеристика порта
Порт доступен для захода судов с осадкой 7.5 м. Максимальная длина судов, обрабатываемых у морского терминала, составляет 177 м, максимальная ширина — 25 м. Грузовые операции осуществляются портальными кранами и судовыми средствами с длинномерным грузом до 12 метров и весом до 40 тонн.
Открыт для захода судов в период летней навигации с июня по октябрь. В начале и в конце навигации проводка судов осуществляется с помощью линейных ледоколов.
Порт служит перевалочной базой для грузов, идущих вверх по реке Анадырь до пунктов Яры, Снежное, Усть-Белая, Краснено, Канчалан, левобережных причалов в Анадырском лимане. Порт располагает собственным действующим каботажным флотом. С его помощью осуществляется доставка генеральных, навалочных и наливных грузов для прибрежных населённых пунктов. Также осуществляются пассажирские перевозки. Навигационный период по рекам составляет 2,5 месяца (с 1 июля по 15 сентября).

### Лоцманская служба
Лоцманская проводка в порт Анадырь обязательна. Заявка на проводку подаётся в администрацию порта за 48 часов и подтверждается за 24 и 4 ч до подхода к Анадырскому лиману с обязательным указанием осадки и длины судна. Район приёма лоцманов находится в 1,2 мили юго-восточнее мыса Николая

### Радиосвязь
Радиосвязь с судами круглосуточно поддерживается на частоте 2740 кГц или на 16 канале УКВ. Позывной диспетчерской порта «Радио-1», портового надзора — «Радио-2». Радиосвязь при швартовных операциях производится на 6 канале УКВ. Два раза в сутки в 8 и 20 ч по местному времени инспекция портового надзора оповещает суда о прогнозах погоды по Анадырскому лиману. Штормовые предупреждения передаются сразу же после их поступления.

### Портофлот
В состав портофлота входят: 3 танкера проекта 414, два лихтера ДМ проекта 1635К, грузовая баржа проекта Р-93, два буксира-толкача проекта 1741, один буксир-кантовщик проекта 04983, пассажирский теплоход «Капитан Сотников», рейдовый пассажирский катер проекта 1411, две единицы служебно-вспомогательного флота, плавкран КПЛ-5/30 проекта З-99, два самоходных плашкоута. Остальные плавсредства находятся на консервации.

### Производственная инфраструктура
Имеются центральные ремонтно-механические мастерские по обслуживанию малотоннажных судов, в состав которых входят: система лебёдочных инженерных приспособлений грузоподъёмностью 500 тонн, корпусный цех, участки наплавки судовых винтов, ремонта двигателей и топливной аппаратуры, станочный участок, кислородная станция, участок спецмонтажных работ. Станция очистки нефтесодержащих вод и станция перекладки спасательных плотов.
Действует единственная на Чукотке водолазная группа, оснащённая специальным оборудованием и снаряжением для выполнения подводного обследования и ремонта судов и гидротехнических сооружений.
В акватории порта находится 6 затонувших судов, два из которых с открытыми частями над водой.